# Elaphria aduncula
Elaphria aduncula là một loài bướm đêm trong họ Noctuidae.